# Ulrich Kaufmann
Ulrich Kaufmann nasceu em 1840 em Grindelwald no Oberland bernês, e morreu a 1917 na mesma localidade. Da mesma localidade que Christian Almer, U. Haufmann foi dos primeiros a visitar os maciços da Nova Zelândia e do Himalaia.
Participa na primeira ascensão não contestada do Mönch, em 1857, com Siegismund Porges e os guias Christian Almer, do filho deste Ulrich Almer, e Christian Kaufmann.
Em 1882 tenta a ascensão do Monte Cook/Aoraki na Nova Zelândia que abandonam a 60 m do cume em razão do mau tempo. Em 1883 participa numa expedição no Himalaia e pensa-se ter conseguido alcançar o cimo do Kabru o que o faz o detentor do recorde de altitude em alpinismo até 1909, assim como do mais alto pico (7000 m) até 1930.